# Корсаковка (Саратовская область)
 Корсаковка — село в Татищевском районе Саратовской области в составе сельского поселения Вязовское муниципальное образование.

## География
Находится на расстоянии примерно 24 километров по прямой на север-северо-восток от районного центра поселка Татищево.

## История
Упоминается с 1782 года, в то время в деревне Корсаковка проживало 214 жителей. В мае 2009 года в селе состоялось освящение старообрядческой часовни поморского согласия во имя св.Николы.

## Население
Постоянное население составляло 265 человека в 2002 году (русские 90%) , 270 в 2010.